# Büchel (Thüringen)

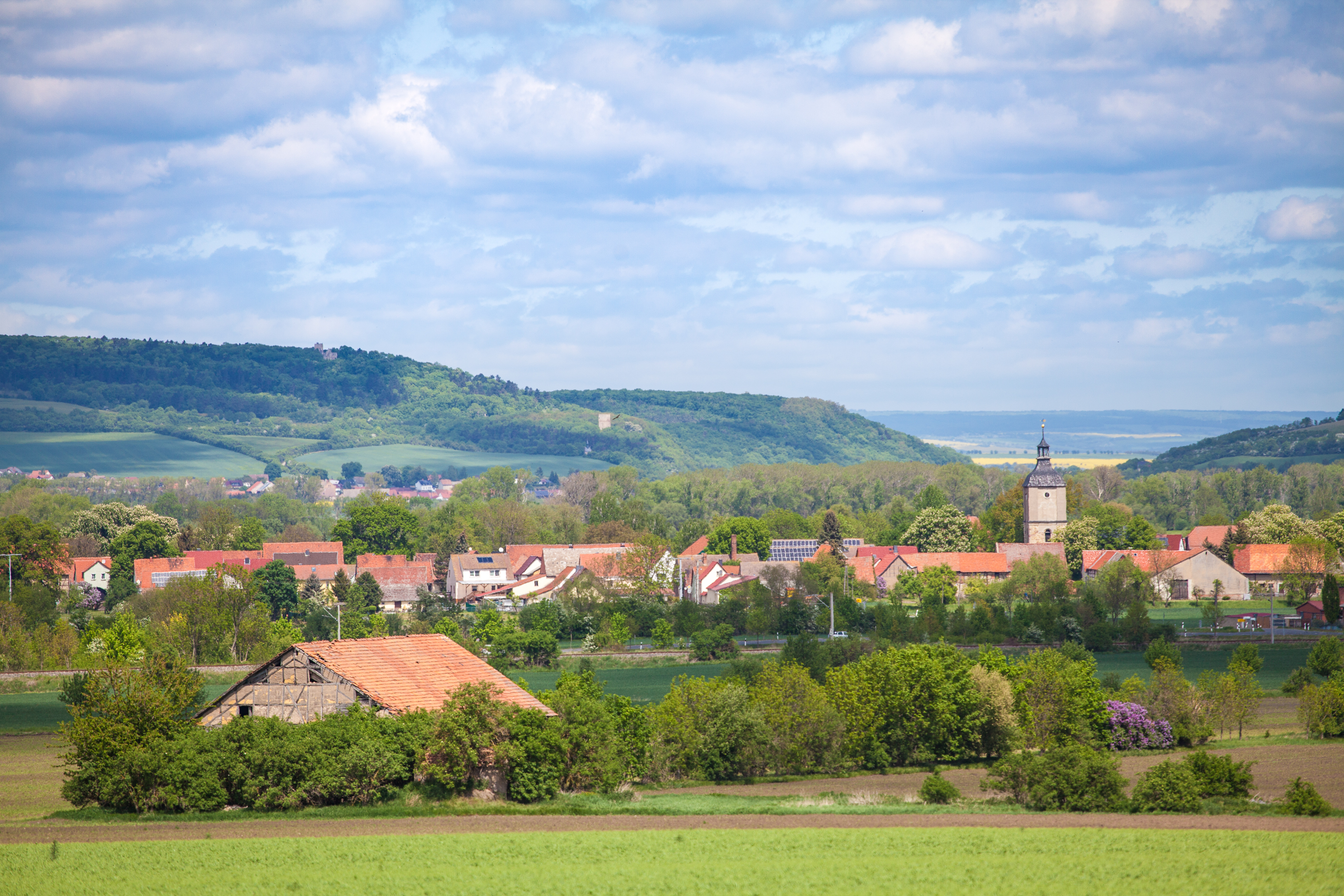

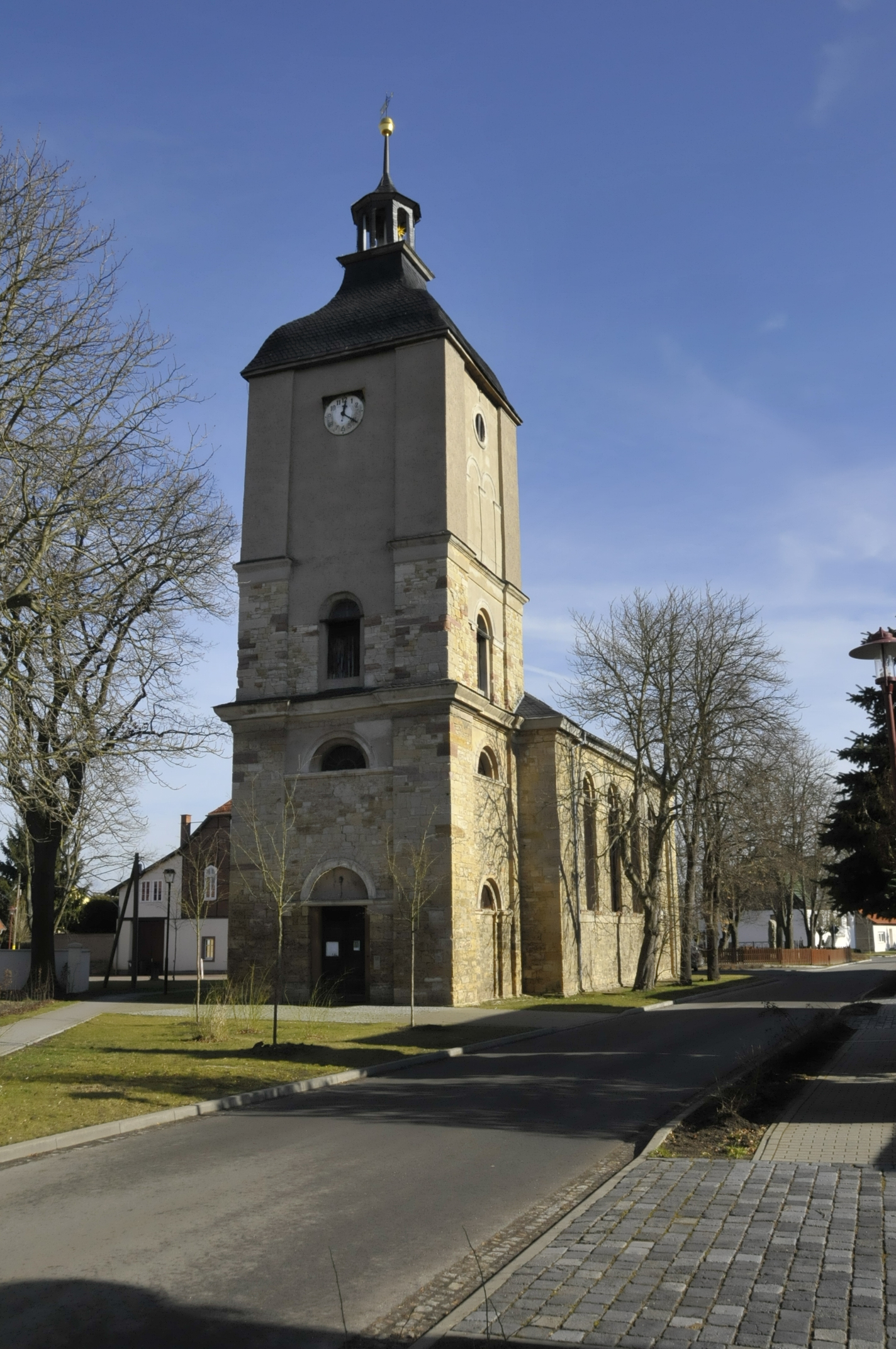
Dorfkirche St. Ulrich

Büchel ist eine Gemeinde im Landkreis Sömmerda in Thüringen. Sie gehört der Verwaltungsgemeinschaft Kindelbrück an, die ihren Verwaltungssitz in der Landgemeinde Kindelbrück hat.

## Geografie
Büchel liegt im nordöstlichen Thüringer Becken, am rechten Ufer des Lossa/Unstrutkanals, gut vier Kilometer vor dessen Mündung in die Unstrut. Nördlich befindet sich die Thüringer Pforte zwischen den Höhenzügen Hainleite und Schmücke.

## Geschichte
Im 9. Jahrhundert erfolgte die Ersterwähnung im Besitzverzeichnis des Klosters Hersfeld als Buchilide. Hersfeld besaß hier drei Höfe mit allem zugehörigen Ländereien. Prof. Udolph leitet den Ortsnamen Büchel vom althochdeutschen buhil ab, zu mittelhochdeutsch bühel. Büchel kann somit als eine „Siedlung am Hügel“ verstanden werden. Namensgebend waren somit einst die in unmittelbarer Nähe des Ortes befindlichen Hügel.
Erst 1255 erscheint Büchel wieder in einer Urkunde des Grafen Friedrich von Beichlingen, welcher gemeinsam mit seinem Sohn am Langen Stein bei Büchel Gericht hielt. Als Herren des Ortes sind sie urkundlich bis Anfang des 14. Jh. fassbar. Ende des 14. Jh. wird Büchel zur Sachsenburg gelegt und kommt schließlich an die Wettiner.
Mit Nicolaus de Buchelde wird 1304 erstmals urkundlich ein Pfarrer der Gemeinde genannt.
Im 15. Jh. gehörte Büchel zum wettinischen Amt Sachsenburg. 1466 besaß das Kloster Frankenhausen das Patronatsrecht der Pfarrkirche zu Buchelde. Nach der Dämpfung des Bauernaufstandes mussten die Einwohner 1525 Strafe zahlen. 1539 hielt die Reformation Einzug in Büchel und Pfarrer Adam Schell musste sich damals der Visitation unterziehen. 1631 durchzog Schwedenkönig Gustav Adolf auf der Heerstraße die östliche Büchler Flur. Im 17. Jahrhundert glaubte Pfarrer Martin Richter, aus der Bibel den Jüngsten Tag errechnet zu haben. Im Jahre 1795 wurde eine Bücheler Feuerspritze beim großen Kölledaer Stadtbrand erwähnt.
Durch die Beschlüsse des Wiener Kongresses kam Büchel zusammen mit dem kursächsischen Amt Sachsenburg zu Preußen und wurde 1816 dem Landkreis Eckartsberga im Regierungsbezirk Merseburg der Provinz Sachsen zugeteilt, zu dem es bis 1944 gehörte. 1833 brannte die alte Kirche St. Ulrich zum Schrecken der Einwohner bis auf die Grundmauern nieder. Von 1834 bis 1837 wurde der Kirchneubau inmitten des Dorfes im klassizistischen Stil errichtet. 1926 wurde eine Freiwillige Feuerwehr in Büchel gegründet. Am 11. April 1945 wurde Büchel von den Amerikanern, der 69. US-Infanteriedivision, besetzt. 1951 wurde der letzte Gutsbesitzer Karl Trümper enteignet und flüchtete in die Bundesrepublik.

### Einwohnerentwicklung
| - 1994: 295 - 1995: 293 - 1996: 280 - 1997: 286 - 1998: 285 - 1999: 283 | - 2000: 274 - 2001: 269 - 2002: 269 - 2003: 261 - 2004: 262 - 2005: 257 | - 2006: 246 - 2007: 253 - 2008: 254 - 2009: 245 - 2010: 244 - 2011: 240 | - 2012: 240 - 2013: 233 - 2014: 239 - 2015: 237 - 2016: 242 - 2017: 252 | - 2018: 246 - 2019: 238 - 2020: 234 - 2021: 236 |

Datenquelle: Thüringer Landesamt für Statistik

## Politik

### Gemeinderat
Der Gemeinderat Büchel setzt sich aus sechs Ratsfrauen und Ratsherren zusammen, die alle der Freien Wählergemeinschaft angehören (Stand: Kommunalwahl am 26. Mai 2019).

### Bürgermeisterin
Die ehrenamtliche Bürgermeisterin Beate Setzepfandt wurde im Juli 2020 gewählt.

### Wappen
Blasonierung: „In Silber mit grünem Wellenbord ein rotes Ulrichskreuz.“
Bedeutung: Das rote Kreuz ist ein Ulrichskreuz und symbolisiert die Ev. Kirche St. Ulrich zu Büchel inmitten der Gemeinde. Die Wellenlinie stellt den Damm, welcher die Gemeinde umgibt, dar.
Das Wappen wurde vom Heraldiker Günter Lipp aus Ebern gestaltet und 2003 genehmigt.

## Kultur und Sehenswürdigkeiten
Siehe auch Liste der Kulturdenkmale in Büchel

### Bauwerke
Die Evangelische Kirche St. Ulrich zu Büchel, die 1834 vom Roßlebener Baumeister Schierlitz entworfen und gezeichnet wurde, zählt mit ihrem geschlossenen Ensemble im Stil des Klassizismus zu den besonderen Kirchbauten in Thüringen.

## Wirtschaft und Infrastruktur

### Verkehr
Büchel ist durch die Bundesstraße 85 an das Fernstraßennetz der Bundesrepublik Deutschland angebunden.
Busverbindungen:
- ÖPNV Sömmerda/Weimar-Linie 203 nach Griefstedt, Riethgen, Kindelbrück
- ÖPNV Sömmerda/Weimar-Linie 205 nach Griefstedt, Riethgen, Weissensee, Sömmerda

Unmittelbar südlich des Ortes verläuft die Bahnstrecke Sangerhausen–Erfurt, der nächste Bahnhof befindet sich allerdings im benachbarten Etzleben.

### Wasserver- und Abwasserentsorgung
Die Gemeinde Büchel hat die Aufgabe der Wasserversorgung auf den Trinkwasserzweckverband „Thüringer Becken“ übertragen. Die Abwasserentsorgung erledigt die Gemeinde Büchel eigenständig mit Hilfe der Verwaltungsgemeinschaft Kindelbrück.

## Persönlichkeiten
- Gerhard Ortmann (* 1921), Politiker (DBD)